# ルカ・チガリーニ
ルカ・チガリーニ（Luca Cigarini, 1986年6月20日 - ）は、イタリア・モンテッキオ・エミーリア 出身のサッカー選手。ACレッジャーナ1919所属。ポジションはMF。

## 経歴
パルマFC出身。ユースチームからSSサンベネデッテーゼ・カルチョへレンタル移籍し、移籍先でトップチームデビュー。2005年にパルマに復帰しセリエAデビューを果たすと、パルマの中心選手として活躍した。
2007-08シーズンにパルマがセリエBに降格したことに伴い、2008年7月11日にアタランタBCへ移籍金500万ユーロで移籍。ティベリオ・グアレンテとダブルボランチを組んで23試合に出場し3ゴールを挙げた。
2009年7月3日、移籍金1100万ユーロの4年契約でSSCナポリへ移籍した。ワルテル・ガルガーノ、ミケーレ・パツィエンツァがダブルボランチとして君臨する中で28試合に出場した。
2010年8月2日、スペインのセビージャFCへ買い取りオプション付きの1年契約でレンタル移籍を果たした。なお、セビージャには既にグアレンテも加入しており再びチームメイトとなった。しかし、セビージャでは怪我に泣かされてわずか6試合の出場に留まり、買取オプションは行使されなかった。
2011年8月31日、セリエAに復帰した古巣アタランタBCへ1年間のレンタル移籍。1年でイタリアに復帰した。アタランタでは主力として残留に貢献し、2012年7月4日にレンタルが1年延長。翌年夏にはアタランタが保有権の50％を買い取り、共同保有の形で残留した。
2016年7月20日、UCサンプドリアへ移籍。移籍金は300万ユーロ。

### 代表
2005年からイタリアU-21代表に選出され、2007年9月7日のフェロー諸島戦で初得点。UEFA U-21欧州選手権には2007年、2009年の2大会に出場している。また、2008年にはトゥーロン国際大会で優勝。同年の北京オリンピックにも出場した。
2010年8月、UEFA EURO 2012予選を戦うA代表に初招集。しかし予選での出場機会はなく、本大会の候補メンバー32名には選出されたものの、最終登録メンバーには入れなかった。

## プレースタイル
- 中盤の底でボールを散らしゲームを組み立てるゲームメイカーである。両足を器用に使いこなし、攻撃の起点になることもできる[2]。

## エピソード
- 2018年2月9日のセリエA第23節において、SPAL相手にゴールを決めた。その直後に自身のインスタグラムでファンタジーフットボールというゲームで自身を売却してしまったプレーヤーに対して、批判的なコメントを述べた[8]。